# Oscar Regenhardt
Oscar Sabino Regenhardt (Recreo, Provincia de Santa Fe, Argentina; 22 de marzo de 1956) es un exfutbolista y actual director técnico argentino. Jugaba como marcador central y su primer equipo fue Unión de Santa Fe. Su último club antes de retirarse fue Independiente Medellín de Colombia.

## Trayectoria
La mayor parte de su carrera la hizo en Unión de Santa Fe hasta que en 1982 marchó para jugar en el Málaga de la Primera División de España, donde fue elegido el mejor jugador extranjero en 1984. Regresó a Unión en 1986 y finalmente se retiró en Independiente Medellín de Colombia en 1988.
A principios de 1996 comenzó a trabajar en el fútbol formativo de Boca Juniors, primero dirigiendo a distintas categorías juveniles y luego transformándose en entrenador del equipo de Reserva, con el que se consagró campeón en 2010. Su primer ciclo en el Xeneize duró 17 años y finalizó en diciembre de 2012, cuando fue despedido de su cargo.
En 2013 se convirtió en el coordinador general de las divisiones inferiores de Patronato de Paraná. Allí se mantuvo hasta fines de 2018, cuando se produjo su regreso a Boca por pedido de Nicolás Burdisso, mánager de la institución. Este segundo ciclo apenas duró un año, ya que luego de las elecciones celebradas en diciembre de 2019, el nuevo vicepresidente Juan Román Riquelme decidió prescindir de sus servicios.

## Clubes

### Como jugador
| Club                   | País      | Año       | PJ  |
| ---------------------- | --------- | --------- | --- |
| Unión de Santa Fe      | Argentina | 1974-1982 | 194 |
| Málaga                 | España    | 1982-1986 | 131 |
| Unión de Santa Fe      | Argentina | 1986-1987 | 34  |
| Independiente Medellín | Colombia  | 1987-1988 | ?   |

### Como entrenador
| Club                               | País      | Año       |
| ---------------------------------- | --------- | --------- |
| Boca Juniors (inferiores)          | Argentina | 1996-2009 |
| Boca Juniors (Reserva)             | Argentina | 2010-2012 |
| Patronato (coordinador inferiores) | Argentina | 2013-2022 |
| Banfield (coordinador inferiores)  | Argentina | 2024      |

Club atlético San Jorge argentina 2025